# Kościelne terytorium udzielne Rzeszy
Kościelne terytorium udzielne – terytorium bezpośrednio podległe cesarzowi – terytoria podległe świeckiej władzy zwierzchników kościelnych (niem. Reichsstift), określane „udzielnymi” w znaczeniu niepodlegające nikomu ani niczemu; niezależne od nikogo; suwerenne; rządzone samowładnie.

## Rodzaje udzielnych terytoriów kościelnych w Rzeszy
- księstwa arcybiskupie (Erzstift),
- księstwa biskupie (Hochstift),
- prałactwa Rzeszy (Reichsprälaturen), które dzieliły się na:
  - opactwa Rzeszy: (Reichsabtei) męskie  i żeńskie
  - prepozytury Rzeszy (Fürstpropst)